# バーン・ノーティス 元スパイの逆襲
『バーン・ノーティス 元スパイの逆襲』（バーン・ノーティス 元スパイの逆襲、原題：Burn Notice）は、アメリカのUSAネットワークで放送されたテレビドラマシリーズ。本国アメリカでは2012年6月にシーズン6が放送され、2013年、最終シーズンとなるシーズン7が放送された。サムの過去を描くプリクエル（前日譚）映画の制作もされた。
日本ではFOXCRIMEで2008年11月9日に『BURN NOTICE 〜消されたスパイ』の邦題で放送を開始、同チャンネル内でシーズン2まで放送された。その後FOXで、現邦題で2010年1月9日にシーズン1が放送され、その後シーズン2、シーズン3、シーズン4、シーズン5を放送した。

日本テレビ2010年2月18日 - 5月13日に水曜25:08 - 26:03に放送された。ほとんどの地域では日本テレビの系列局で放送されたが、HEROESやプリズン・ブレイクとは違い、日本テレビが日本語吹き替え版の幹事局ではないので、地方局では系列外の東日本放送（テレビ朝日系）、RKB毎日放送、宮崎放送、琉球放送（以上3局TBS系）でも放送された。

BSチャンネルのDlifeで、2012年4月から『バーン・ノーティス 元スパイの逆襲』の邦題でシーズン1から二か国語/字幕放送を開始した。2015年10月からはシーズン6を放送。シーズン6より、エンディング曲が変更されている。

## 概要
突如解雇（契約解除）されたスパイが、探偵となって依頼人に持ち込まれた仕事をそのスパイの知識と技術で解決しながら、一方で解雇の真相を探り出そうとするサスペンスアクションである。
タイトルのバーン・ノーティス（Burn Notice）とは諜報の世界において、信頼できない（またはその疑い）と判断された情報源について、諜報機関が協力関係にある諜報機関全てに出す警告通知書のことである。
本物語においての意味合いはそれと微妙に違い、関係諜報機関と情報源との絶縁状（事実上の解雇通知）という扱いになっている。信頼できない情報源として全ての諜報機関から接触を絶たれる程度の物である。主人公はCIAの非正規工作員（Black Op）であり、本来の意味のバーン・ノーティスが該当しない可能性もある。
本作では、初登場人物には画面上に肩書きが注される（例「元彼女」「美術商」など）。

## 登場人物

### マイケルとその仲間・家族
マイケル・アレン・ウェスティン
演 - ジェフリー・ドノヴァン、日本語吹替 - 栗田貫一
主人公。世界をまたにかけて活躍していた凄腕の元CIAスパイ。ナイジェリアでの任務途中で突然解雇され、経歴や財産も奪われて命からがら逃れる。気がついたら、故郷であるフロリダ州マイアミに送られ、政府のブラックリスト入りし、マイアミを出ないようFBIから監視されることとなる。自身が解雇された真相について調査を始めるが、近所の困っている人から問題解決を依頼されるようになり、人助けのためにスパイ技術の知識を生かして、私立探偵のようなことをするようになる。
空手歴30年。機器に強く、自作の武器や盗聴器を用いてあらゆる事件を解決する。
愛車は父の形見でもあるダッジ・チャージャー73年モデル。襲撃されるたびに破損し大破しても自力で修理し乗り続けている。
長年アフガニスタンに滞在していたため、方言も含めペルシア語（ダリー語）やロシア語、アイルランド英語を話せる。
スパイに似合わずお人好しで、母親や依頼人の涙ながらの(特に依頼人の家族に関係する)訴えは断れない。盗難車は汚さない、人は極力殺さないなど、強硬なやり方を避ける傾向がある。どこかユーモラスで、憎みきれない柔和な印象を与える人物であり、無茶な要求をされた元スパイ仲間なども、腹を立てながらも要求を聞いてやったり、マイケルの無事を祈ったりしている。ヨーグルトが好物。
シュガーからはダクトテープを使って自分を追い出したことから「ダクトテープの魔術師」と呼ばれている。
Season4最終話でCIAの協力者となる。
Season5中盤では、アメリカ陸軍のレンジャー連隊に所属していた過去が判明する。
Season6終盤にカードを殺害し、逃亡。仲間の身の安全の保障と引き換えにCIAの工作員となり、Final Seasonでドミニカ共和国に潜入することになる。
フィオナ・グレナン
演 - ガブリエル・アンウォー、日本語吹替 - 雨蘭咲木子
マイケルの元恋人のセクシー美女（マイケルのダブリン滞在中に恋仲になったが、別れを告げる間もなく離任しなければならなかったことが劇中の台詞から示唆されている）。
アイルランド人でIRAに14年所属していた。宗派はカトリック。愛称は「フィー」。
格闘技に長けている上、銃マニアで爆発物のエキスパート。喧嘩っ早く、何かと強硬手段でカタをつけようとしてマイケルやサムを困らせる。
アイルランド人であるため方言であるアイルランド英語も話す事ができ、またスペイン語を話す事もできる（マイケルはスペイン語が話せない）。スノードームを収集している。
サムとは過去に仕事上で揉めたことがあり犬猿の仲だったが、マイケル不在の状況で度々彼と組み窮地を切り抜けるうちに仲間として認めあうようになった。
男5人女2人（うち1人は他界）の7人兄弟の家庭で育った。劇中に兄弟は兄がショーン（演 - ギデオン・エメリー、日本語吹替 - 中尾隆聖）と、他界した妹が1人登場。
英国領事館を爆破した容疑でFBIに自首し（実際は無実の罪）、アラロド連邦刑務所に収容されたが、その後CIAと取引をして釈放される。
サム・アックス
演 - ブルース・キャンベル、日本語吹替 - 江原正士
マイケルの友人。元海軍中佐で特殊部隊 Navy SEALs に所属していた。幅広いコネと情報収集能力を持つ。上官の妻との不倫が原因で左遷され、その地での騒動が元で不名誉除隊処分になるところだったが、事前に打った布石で名誉除隊を勝ち取り、フロリダ州マイアミにやってきた。酒、女好きでマイアミで金持ちの婦人をたぶらかし、その資金援助を受けながら気ままに暮らしている。FBIに年金を止めると脅されマイケルの情報を売ってしまい、以後も度々FBIに詰問を受ける立場にある。
陽気な性格だが言動は常識人。マイケルが嫌いな相手（特に悪質なスパイや殺し屋）はサムも嫌いな事が多い。
Navy SEALsに所属していたこともあり、格闘に長けており戦闘能力が高い。
シーズン1からシーズン2にかけては、恋人のヴェロニカの家に同居しており、喧嘩のたびに追い出されては、マイケルの家に泊まらせてもらっている。
実は既婚者。1970年代に勢いで一度結婚、翌日には過ちに気付いたが、離婚交渉もせず今に至っている。
偽名として チャック・フィンリーという名をよく使う（用いるようになった経緯は「サム・アックス最後のミッション」で描かれている）。
マデリン・ウェスティン
演 - シャロン・グレス、日本語吹替 - 谷育子
マイケルの母。1998年に夫フランク・ウェスティンを亡くした。父親との確執から家を飛び出したマイケルとは10年間疎遠だったため久々に現れたことを喜び、何かと呼びつけては用事を言いつける。マイケルが何をしているかについては知らず、頓着もしていない。ヘビースモーカーだが、身体はかなり健康。しかし、自分は病気ではないかと疑っており、病院で何度も健康と診断されても、健康診断に通う。銃に関しての知識が多少ある。
母親らしく人情や善悪を説いて人を説得するのも得意で、普段はあまり嘘をつかないが、必要に迫られた場合、スパイ顔負けの嘘で危機を切り抜けたりもする。嘘をつくときには死んだ夫の話をして相手の同情を引くことが多い。マイケルの「人助け」は悪いことだと思っていないが、危険が付きまとう場合や、人助けをする為に犯罪になるような事をする場合や相手を脅す事は良いことだとは思っておらず、マイケルの仲間が本当に危険な時、必要に迫られている時以外は関与しようとはしない。
マイケルの友人は危険な職業である事が多いため、サムやバリー等を含めて、あまり好意的な態度ではないが、サムとフィオナについてはマイケルにとってお互い信用しなければならない友人だと思っており、一緒にいるべきだと思っている。
Final Seasonでは ネイトの息子 チャーリーを養子として引き取る。最終話ではチャーリーを守り、なおかつ自身が人質になることもないよう、潜伏先に突入してきた男たちに「家族を守りたいの」と告げ自爆する。
ナサニエル・イライアス・ウェスティン
演 - セス・ピーターソン / ゲイブ・スカラー（幼少期）、日本語吹替 - 宮内敦士
マイケルの弟。愛称は「ネイト」。ギャンブル好きなトラブルメーカーで、度々マイケルを厄介事にまきこむ。当初はマイケルと不仲であったが、徐々に関係を修復していく。
Season2では、マイケルが置かれている状況から、心を改め真っ当な仕事についた。その後、マデリンの家を抵当に入れ、自分で会社を興した。
Season3でルースという女性と結婚する。Season5でチャーリーという男児が生まれた。
Season6にてアンソンの身柄を確保したが、アンソンもろとも狙撃され命を落とした。
チャーリーが産まれたときもギャンブルの最中であり、いいところだったので抜けられなかったことを後悔し ギャンブル依存症から抜けるためのセラピーに通っていたが、死ぬ直前までギャンブルを辞められず、多額の借金を残した。
バリー・バーコウスキー
演 - ポール・テイ、日本語吹替 - 丹沢晃之
資金洗浄（マネーロンダリング）を生業にしている男。不法に銀行口座を作るとか、電子取引の偽装などに長けている。また職業柄、故買屋や麻薬の売人とも関わりを持ち、顔が広い。マイケルとは古馴染みで嫌々言いながらも、彼の頼みを聞く。
自分の職をサービス業と言っており、顧客を大事にする傾向がある。常に危機意識を持っており、危険な事には関わらないようにしている。顧客の帳簿は手書きで管理している。
やたら美にこだわりがあり、リラックスや美容のためにエステや美容院などにも定期的に通っている。
ジェシー・ポーター
演 - コビー・ベル、日本語吹替 - 山野井仁
シーズン4から登場する元政府防諜機関CIFAのスパイ。マイケルのスパイ活動中、突然疑いがかけられ解雇された。解雇にはマイケルが関与しているが、そうとは知らずにマイケルに助けを求め、マイケルもジェシーの情報が必要であったため、仲間となった。ジェシーは解雇された原因となった人間を殺したいほど恨んでいるため、事実を隠しつつ双方の解雇を帳消しにする方法を探っている。
仲間になったばかりの頃は、比較的協調性が少なく、独断で行動をしてマイケル達を悩ませる事も多かった。正義感が強く、スパイとしての腕や狙撃能力も非常に高いため、仲間との信頼を深めて冷静さを取り戻してからはフィオナの暴走を抑えて活躍する事も多くなった。
ルーシー・チェン
演 - チャイナ・チャウ
友情出演という事でシーズン1に登場する。昔マイケルの部下だったこともあり、マイケルからスパイのノウハウを教えてもらっていた。
現在はセキュリティコンサルタントという名元で、マイアミ・ブリッケル通りにある大企業（SECURICORP社）の雇われスパイの主任になっており、また民間のトラブル等も請け負っている。部下も何人かおり、偽装身分証を作る事もできる。
マイケルが解雇された際、最初に助けを求めた人物。一旦断ったものの、マイケルへの恩から元々はサムに任せたはずの仕事を紹介した。マイケルは元々サムと知り合いだったが、これにより再びコネクションを持つ事ができた。
ヴェロニカ
演 - オードリー・ランダース
シーズン1、2に登場するサムの恋人。出逢いのきっかけはカフェでのナンパ。
金持ちの女性で、サムにキャデラックを買い与えたり、一眼レフカメラを貸したり、付き合って1ヶ月の記念に高級腕時計を買ってあげたりしていた。
料理の勉強をするため、有名シェフを招いて料理教室等を開き、マージンを貰ってたりする。

### 政府機関の人物
CIA関係者
ディエゴ・ガーザ
演 - オットー・サンチェス、日本語吹替 - 多田野曜平
CIA所属のスパイ。20年間CIAに所属しており、2度狙撃され、マイアミに左遷された。
マイケルとの連絡係になるが、マイケルがストリックラーを殺害した後、何者かにより転落死させられる。
レベッカ・ラング
演 - クリスタナ・ローケン、日本語吹替 - 岡寛恵
CIAに所属するスパイ。マイケルが指揮するCIA部隊の構成員。
弟のトレントの命を守るため、アンソンに指示されるまま偽造パスポートや現金の手配をしていた。トレントの件にマイケルが協力したため、アンソンが偽造パスポートと現金を取りに来るモーテルを教える。
マックス
演 - グラント・ショウ、日本語吹替 - 小杉十郎太
CIA上級局員。マイケルがCIAの協力者として自身を解雇させた組織に関する捜査をする際マイケルの連絡係としてコンビを組んだ。
マイケルにCIAの仕事を依頼する反面、マイケルの人助けに協力するなどしていた。
マイケルの正式なCIA復帰を目前に殺害される。
ピアース
演 - ローレン・スタミール、日本語吹替 - 魏涼子
何者かによってマックスが殺害された事件を捜査するためにCIAより派遣された捜査官。
一度は証拠である防犯カメラの映像を見てマイケルを犯人と考え彼を逮捕するが、マックス殺害の実行犯の自白によりマイケルと協力して組織の捜査を行う。
ジャンセン・タンバーグという婚約者がいたが、任務中に殺害された。
マイケルを解雇した組織を捜査していたが、アンソンとネイトを撃ったスナイパーライフルの出処を非公式に調査する際に 営業マンを強請ったことがCIAにバレてしまい、Season6途中で左遷されてしまう。
オリヴィア・ライリー
演 - ソーニャ・ソーン
CIA捜査官。スパイ防止チームの伝説と言われるやり手。トム・カードを殺害、逃亡したマイケルの逮捕が任務。一般人であるマイケルの母親の盗聴、逮捕したジェシーを拷問した上で マイケルたちの隠れ家を密告すればジェシーの母親殺害事件の調査資料(実際には白紙の束)を見せると取引を持ち掛ける、銃で撃たれて入院しているサムのモルヒネ点滴に興奮剤を注入して自白を強要するなど 捜査のためならば手段を選ばない。
どれほど強引な手法を使ってもマイケルを拘束できないことに業を煮やした結果、麻薬カルテルにCIAや麻薬取締局の情報を流した見返りとして マイケルたちの殺害を依頼する。殺害失敗後、再度依頼するためにカルテルと接触したところでマイケルの策にはまり CIAに自白した。
レインズ
演 - ディラン・ベイカー、日本語吹替 - 野島昭生
Season4最終話で登場。マイアミから連行したマイケルを出迎えた人物。Season5で協力者となったマイケルとともに彼を解雇させた組織の壊滅作戦の指揮を執る。
トム・カード
演 - ジョン・C・マッギンリー、日本語吹替 - 菅生隆之
CIA上層部に所属するマイケルの指導官。 ダブリンに潜入していたマイケルとフィオナが恋愛関係となったとき破滅の恋であるとマイケルを叱責した。
マイケルがSeason5で逮捕され収監されたフィオナと面会する際、伝手を頼った。
その実、マイケルの経歴を改ざんし、解雇に追い込んだ張本人。CIAの捜査対象となったアンソンをマイケル同様に指導したタイラー・グレイに殺害させた。そのことを知ったマイケルに殺害された。
ストロング
演 - ジャック・コールマン、日本語吹替 - 仲野裕
CIAの捜査官。カードを殺害し、政府機関から追われる身となったマイケルに仲間の身の安全と引き換えに潜入捜査を依頼した。その際、マイケルにフィオナやサム、ジェシーの監視をさせていた。
FBI関係者
エージェント・ハリス
演 - マーク・マーコレイ、日本語吹替 - 魚建
エージェント・レーン
演 - ブランドン・モリス、日本語吹替 - 藤真秀
FBI捜査官。黒人のほうがレーン。
サムに年金を凍結すると圧力をかけて、マイケルの情報を聞き出そうとしている。
サムもその立場を利用して、ランチやビールを奢ってもらったりしている。
政府機関の人間としては一般的な活動をする人物であり、普段はマイケル関連以外のFBIとしての活動もきっちりこなしている。マイケルの情報を元に捜査したり、結果的に協力する事になる事もある。
マイケルの監視任務を終えた後は、サム達と積極的に関わろうとしていないが、マイケル達が時々やっかいな案件を持ち込んで利用されたりするので、若干嫌がっている。
ジェイソン・ブライ
演 - アレックス・カーター、日本語吹替 - 大塚芳忠
CSS（中央保安局）の工作員。シーズン1第7話において、FBIに代わりマイケルを監視するためマイアミにやってくる。
横柄な性格で、監視対象のマイケルの前によく現れては嫌がらせを繰り返す。マイケルを手玉に取っているように見えたが、逆にマイケルの策に嵌り（監視対象であるマイケルと親しいように見せかけた）、マイアミから撤退する。
Season2第13話にてマイアミに舞い戻り、追い出される原因となった証拠の提出を求め、嫌がらせを再開する。しかし、マイケルと共に銀行強盗に巻き込まれ、彼に命を助けられる。それによってマイケルを認め、マイアミを去る。
Season6ではFBIに自首したフィオナの取り調べ担当官として登場、マイケルは死んだと嘘をついて英国領事館爆破の際にマイケルが領事館に忍び込んでいたことを自白させようとした。
トム・カードを殺害し逃亡するマイケルに接触し、自首と引き換えに仲間たちを助ける取引を持ち掛ける。その後、マイケルからオリヴィエ・ライリーと麻薬カルテルの繋がりを知らされ、告発のために証拠を掴んだところでカルテルによって殺害された。
その他
マーヴ
演 - リチャード・カインド、日本語吹替 - 楠見尚己
アメリカ防諜機関CIFAの役員でジェシーの元上司。ジェシー曰く「とても良い人」。
愛妻家でもあり恐妻家で、それをネタにマイケルとジェシー達に半ば強制的に協力させられる。
嫌々ながらジェシーに協力するも、ジェシーのことを常に心配するような言動を取る好人物。
シーズン4でマイケル達から組織の名簿入りUSBメモリを託されるが、彼らを監視していたブレネンによって察知されてしまい、家族を人質に脅迫されUSBメモリをブレネン達に渡した後に射殺されてしまった。
フィリップ・コーワン
演 - リチャード・シフ、日本語吹替 - 佐々木梅治
シーズン1の終盤に登場する政府の人間。マイケルに解雇通告した人物。
シーズン終盤、マイケルに連絡をよこし直接会う約束をとりつける。マイケルと対面し、解雇の真相を明かそうとしたところで何者かに狙撃され死亡する。

### マイケルの解雇に関係する組織
CIA内部では「政府に匹敵する組織」と呼ばれている。数百人のスパイが所属し、国際的陰謀に携わっていた。
アンソン・フラートン
演 - ジェレ・バーンズ、日本語吹替 - 山路和弘
DIA所属の精神科医。CIAに所属するスパイのカウンセリングを行っていた。その中で自らの役に立つと思われるスパイを集めて組織を作り上げ、数百人のスパイを操っていた。
精神科医としてマデリンのカウンセリングを行っていた。マイケルの父の死にも何らかの関与をしている模様。
上層部の老人
演 - ジョン・マホーニー、日本語吹替 - 佐々木敏
シーズン2の最終話に登場する政府の人間。カーラの上役。名称不明。
解雇通知（バーンノーティス）されたなど、何らかの理由で一線を退いた有能なスパイを子飼いにして政府の仕事をさせる組織の幹部。マイケルが解雇されたのは、この組織下に置くためであった。黒スーツにサングラスをかけた面白みの無い老人で、シーズン2の最終話でマイケルの前に現れる。
マイケルの手腕を高く買っており、死んだカーラの地位を与えることや、組織の庇護下から離れることの危険性を問いて引き入れようとするが、マイケルからは断られる（シーズン2最終話）。シーズン3の最終話で、マイケルの解雇通知を出させるのに利用したサイモンの一件によって再びマイケルの元に現れる。
カーラ
演 - トリシア・ヘルファー、日本語吹替 - 井上喜久子
シーズン2で登場する政府の工作員で、同シリーズの敵役。
シーズンを通して自分のためにマイケルに仕事をさせ、自分の子飼い扱いにする。そのため、マイケルは彼女を出し抜くために行動する。
終盤、自分を失脚させようとしているマイケルとヴィクターを追い詰めるが、フィオナに射殺された。
ヴォーン
演 - ロバート・ウィズダム、日本語吹替 - 丸山壮史
マイケルを解雇した組織に所属する人物で、カーラの後釜としてマイケルに接触してくる。
常に冷静で紳士的な対応をとる人物だが、目的遂行の為ならばどんな手段も取る冷酷な人物でもある。
組織が移送していたサイモンを脱獄させた勢力を探し出すよう、マイケルに依頼をする。
後にサイモンの残した証拠によって彼がマイケルの解雇を行った人物であることが発覚する。
ブレネンの死によって送りつけられたマイケルとマーヴの会話（マイケルが組織の名簿を手に入れていることと、それを政府に引き渡して組織の壊滅を狙っている会話）により、マイケル達を皆殺しにしようと追い詰めるが、後一歩の所でアメリカ政府に組織の存在が発覚、州兵部隊によって逮捕された。

### その他
オレグ
マイケルの家の管理人のロシア人。アパートの管理だけでなく、クラブの経営等も行っている。元グルジア文化大臣で金儲けのためにマイアミにやってきた。
マイケルに月200ドルという非常に安い賃料でアパートの一室を貸しているが、本人は飛び切りの番犬がやってきたと喜んでおり、何かトラブルがあるとマイケルに頼る事もある。
マイケルが借りているアパートの下には、麻薬の売人が住んでおり、喧嘩等のトラブルをよく起こすため参っていたが、マイケルが追い払った。
シュガー
演 - アルトゥーロ・フェルナンデス
マイケルの借家の下に住む麻薬の売人。本名は、レイモンド・マッカーシー。シーズン3にて病室で自ら名前を、病室にRAYMOND MCCASYの札がかかっていた。
喧嘩や麻薬中毒者が敷地内に紛れ込む、音楽を大音量でかけるなどのトラブルに業を煮やしたマイケルによって襲撃され、足を撃たれて追い出される。
麻薬の売人ではあるものの人情味がある青年で、親戚の周りでは決して麻薬の売買はしないと決めており、トラブルに巻き込まれた親戚の為にマイケルへ依頼を行うなどしている。
その後、麻薬の売人を探るときや 仕事に薬が必要な場合など度々呼び出されるようになる。
ヴィクター
演 - マイケル・シャンクス、日本語吹替 - 後藤敦
元CIAのエージェントで、カーラの部下。マイケルの命を狙う人物。
シーズン2序盤においてカーラの部下として登場する。その後、シーズン終盤においてマイケルの命を狙う謎の暗殺者と判明する。
やがてマイケルに捕らえられるが、そこでかつてカーラ達に家族を殺されたことを明かし、マイケルの殺害もカーラを困らせるためであった。同情したマイケルと一転して協力関係を築き、カーラの失脚を目論む。
しかし、致命傷を負い、マイケルのために自分にとどめを刺すように頼み、彼に殺された。
ラリー・サイズモア
演 - ティム・マシスン、日本語吹替 - 小川真司
マイケルの元同僚で、過去に自分の死を偽造して活動している殺し屋。
金の為なら殺人すら厭わない人物で、むしろ殺人そのものを楽しむ傾向がある。
過去のマイケルに固執しており、殺人を通してマイケルをかつてのようなスパイにしようと画策している。
英国領事館でマイケルに盗みをさせている際、アンソンから「彼はマイケルを殺そうとしている」と吹き込まれたフィオナによって殺害された。
タイラー・ブレネン
演 - ジェイ・カーンズ、日本語吹替 - 土師孝也
武器密輸を行う武器商人。
目的のためなら手段を選ばない主義で、子供を人質に取ったりマイケルの弟のネイトを騙して人質に取り、兵器企業から兵器を盗ませようとするなど非常に悪辣な人物。
シーズン4でマイケル達から組織の名簿リスト入りのUSBを強奪、マイケルとラリーを使って名簿を利用しての金策を企むものの、ラリーによって殺害された。
彼が殺害されたことで、マイケルを脅迫するネタにしていたマーヴとの会話がヴォーンに送られてしまうこととなる。
アナベルという娘がおり溺愛していた模様。
トム・ストリックラー
演 - ベン・シェンクマン、日本語吹替 - 室園丈裕
スパイの仲介人。
CIAを解雇されたマイケルに対し、CIAへの復帰をちらつかせ、協力をさせようとする。
マイケルのCIA復帰のためにはフィオナが邪魔だと判断し排除しようとするが、激昂したマイケルによって殺害された。
メイソン・ギルロイ
演 - クリス・ヴァンス、日本語吹替 - 安原義人
ストリックラーとともにスパイを利用していた「フリーランスのサイコ野郎」。
マイケルにサイモンを移送する航空機の飛行計画書の入手を指示する。サイモンの脱走を助けたが、直後にサイモンの裏切りによって殺害された。
サイモン・エッシャー
演 - ギャレット・ディラハント、日本語吹替 - 小山力也
マイケルを解雇した組織に所属していたエージェント。
非常に凶暴な性格をしているが慎重な人物。
世界各地で汚れ仕事を請け負わされた挙句に「手に負えない」として秘密施設に投獄される。
マイケルと同じように、以前は情報機関に所属していたが、組織によって解雇された上に各地でテロなどの汚れ仕事をさせられたことで、非常に強い恨みを組織に抱いていた。
爆破が得意であり、マイアミで脱走した際には上層部の老人を自身を餌にマイケルに呼び寄させ、ヘリを爆破した混乱に乗じて拉致するなどしている。
自身の復讐の為にマイケルに組織の名簿の在処と、組織の敵を教える。
Final Seasonにて ジェームズ・ケンドリックの確保、およびマイケル救出のためCIAから送り込まれたチームの隊長を務める。ヴォーンの逮捕後、CIAによって釈放、汚れ仕事を2年間に渡り行ってきたことをマイケルに告げる。CIAがサイモンのような凶悪なテロリストを使っているという失望感と 人質が不要になった直後にサイモンが殺したことによる怒りから マイケルによって殺害される。
ジョン・バレット
演 - ロバート・パトリック、日本語吹替 - 佐々木勝彦
アメリカの最大手情報通信・インフラ整備企業の会長。
その裏の顔は、自身の立場を利用して各地で紛争やテロを起こし、その復興で莫大な利益を得ている死の商人。
組織とは利害関係から敵対しており、マイケルから組織主要メンバーの名簿の取引を持ちかけられマイアミへとやってくる。
しかし取引場所にヴォーンの部隊が乱入、マイケルを拉致して車で逃亡するが、マイケルの反撃に遭って事故死した。
ジェームズ・ケンドリック
演 - ジョン・パイパー＝ファーガソン、日本語吹替 - 堀内賢雄
世界中に広がる巨大なテロ組織のボス。もとデルタフォースに所属していた。バークやソーニャを使い、悪人を始末するための組織を作り上げてきた。決して仲間を見捨てないことを信条としており、反対に仲間を見捨てるような部下には厳しい粛清を行う。
マイケルから CIAのスパイだと告げられると激昂するが CIAを裏切り自分やソーニャを助けたことから許す。マイケルとCIAとの取引の条件を聞き、自らを引き渡して英雄となり、なおかつ組織の新しいボスになることを望む。
マイケルがソーニャを殺したことで マイケルと仲間や家族を皆殺しにすることを決意する。通信施設にマイケルたちを追い詰めるが、マイケルの反撃により負傷、その後爆弾のスイッチを押して施設ごと爆発する。
ランドール・バーク
演 - エイドリアン・パスダー、日本語吹替 - 板取政明
ドミニカ共和国のテロリスト。マイケルと過去に任務をともにしたことがある。当初、CIAはテロ組織のボスはバークだと考えていたが、マイケルの潜入によって遥かに巨大な組織が存在することが判明する。
ソーニャ救出のために潜り込んだ敵施設からマイケルが脱出することが出来なくなった際、決して仲間を見捨てないと語り施設内で自爆することで マイケルに脱出のための道を作った。
ソーニャ・レベデンコ
演 - アロナ・タル、日本語吹替 - 沢城みゆき
ジェームズの組織に所属するテロリスト。マイケルがキューバのGRUから奪還した。
CIAを裏切ろうとするマイケルを止めに来たフィオナを殺そうとしたため、マイケルによって殺害される。
ニック
日本語吹替 - 戸次重幸

## スタッフ
- 製作総指揮 ： ミケル・ボンドセン、マット・ニックス、ジェフ・フライリック
- 企画 ： マット・ニックス
- 日本語吹替版脚色 ： 福田雄一

## テーマソング
※FOXジャパンにて使用されている楽曲。
シーズン2
『Electrocution』歌：nada surf